# Thiago Galhardo
Thiago Galhardo (São João del-Rei, 20 de julio de 1989) es un futbolista brasileño que juega como delantero en el Santa Cruz Futebol Clube del Campeonato Brasileño de Serie D.

## Trayectoria

### Bangu A. C.
Salido de la cantera del Bangu A. C., Galhardo debuta con el primer equipo el 20 de enero de 2010 entrando como suplente en una derrota por 3-0 frente al Fluminense en el Campeonato Carioca. A partir de entonces sería ya jugador del primer equipo. En su séptimo partido como profesional, Thiago logra anotar su primer gol en una victoria por 3-0 contra el Resende FC. Al acabar la temporada, su equipo finaliza en sexto lugar a un solo punto de la clasificación a la Serie D, pero con una plaza garantizada en la Copa de Brasil para el próximo año.
En 2011 destacó en el Campeonato Carioca con 3 goles, el primero en la victoria por 1-0 frente al Madureira E. C. y los otros 2 en el empate por 2-2 contra el Macaé E. F. C. En la copa brasileña, anota dos goles en la victoria por 3-1 al Portuguesa-SP, pero quedarían eliminados en la siguiente ronda contra el Náutico Capibaribe.

### Botafogo
Sus actuaciones en el Bangu llaman la atención de clubes grandes del país como Vasco da Gama, Cruzeiro y Botafogo, que lo acaba fichando en calidad de cedido el 14 de abril de 2011. Su primer partido con el club llega el 14 de mayo, en un amistoso contra el América-MG donde además anota un gol. El siguiente 29 de septiembre se estrena en competición internacional, en un empate por 1-1 frente al Santa Fe en la Copa Sudamericana. En Botafogo recibió pocas oportunidades, jugando casi siempre en el conjunto reserva.

### Comercial-RP y América-RN
Al volver a Bangu, Thiago tiene una breve etapa como cedido en el Comercial-RP. En 2012 salió cedido al América-RN para disputar la Serie B, con el cual debuta el 8 de junio en una victoria por 2-1 contra el Bragantino. Sufrió una lesión en julio, pero regresó para el final de la competición como titular y anotó su único gol en un empate por 4-4 contra el Boa Esporte el 3 de noviembre.

### Madureira E. C.
Tras pasar por Remo, donde sufrió impagos, Boa Esporte, Cametá y Brasiliense entre 2013 y 2014, en 2015 firmó por el Madureira E. C. para volver a jugar el Campeonato Carioca. Debutó el 31 de enero de ese año frente a su ex-equipo, el Bangu, en un empate por 1-1. Anota su primer gol contra el Resende F. C. el 11 de febrero en una victoria por 3-0.

### Coritiba
Después de una buena campaña, el 23 de abril de 2015 es contratado por el Coritbia para volver a la Serie A cuatro años después, debutando el 9 de mayo en una derrota por 2-1 frente al Chapecoense. Anota su primer tanto el 16 de mayo ayudando a ganar por 2-0 al Grêmio. En el tramo final de la competición el equipo se encontraba en descenso y, aunque se pudo salvar gracias a la llegada del nuevo técnico Gilson Kleina al banquillo, Thiago fue generalmente pasado por alto por Gilson.

### Red Bull Brasil
Al no contar para el nuevo entrenador, Galhardo sale cedido al Red Bull Brasil para disputar el Campeonato Paulista 2016, debutando el 30 de enero en un empate por 1-1 frente São Paulo. En su estancia en el club anota 2 importantes tantos: el primero en el triunfo por 2-0 contra el Santos F. C. el 28 de febrero y el segundo el 24 de marzo en la victoria por 1-2 contra Palmeiras. Anotó también el 10 de febrero en la derrota por 3-2 contra el Osasco Audax.

### A. A. Ponte Preta y Albirex Niigata
Al rematar su etapa en el RB Brasil vuelve a salir cedido, en esta ocasión a la A. A. Ponte Preta para jugar ahí lo que queda de año, debutando el 21 de mayo cuando entró como suplente en una victoria por 2-1 frente Palmeiras. Sus únicos dos goles con el club los anotaría el 27 de julio en la goleada por 5-0 al Figueirense en la copa brasileña.
En 2017 sale cedido de nuevo para jugar su primera temporada fuera del fútbol brasileño, pues ficha por el Albirex Niigata de la J1 League de Japón por un año. Debuta el 25 de febrero en un empate por 1-1 frente al Sanfecce Hiroshima, entrando como suplente en los minutos finales. Sus 3 goles con el equipo nipón se produjeron el 28 de mayo en una derrota por 2-1 frente al Vegalta Sendai, el 30 de julio en un empate a unos contra el F. C. Tokyo y el 26 de agosto en otro empate por 1-1 frente al Kashiwa Reysol.

### Vasco da Gama
En enero de 2018, Vasco da Gama oficializa la incorporación en propiedad de Thiago Galhardo, regresando así al fútbol de Brasil. Debuta el 31 de enero en la Copa Libertadores ganando 4-0 a Universidad de Concepción y repartiendo una asistencia a Rildo en el cuarto gol a los chilenos. En el siguiente partido el 4 de febrero, Thiago anotaría su primer gol con el Vasco a los 19 segundos de empezar el partido en una victoria por 3-1 contra Volta Redonda en el Campeonato Carioca.
Al acabar 2018 y empezar 2019, anota el que sería su octavo gol con Vasco da Gama en el primer partido del año para dar la victoria a su equipo por 1-0 frente al Madureira en la Taça Guanabara. Sin embargo, el 7 de abril Thiago es expulsado repentinamente del club tras una reunión de los jugadores del club con la directiva por los pagos atrasados de sus salarios.
Tras rescindir su contrato con Vasco, llega al Ceará S. C. el 27 de abril donde jugaría el resto del año, anotando 12 goles en 34 partidos.

### S. C. Internacional
El 8 de enero de 2020 se oficializa su llegada al S.C. Internacional, equipo con el que firmaría ese año sus mejores registros, anotando unos 16 goles que incluso le llevarían a ir convocado con la selección de Brasil por Tite en la convocatoria del 15 de noviembre sustituyendo a Pedro Guilherme, aunque no pudo debutar.

### Celta de Vigo
Su gran temporada le llevaría a dar el salto al fútbol europeo para jugar en el Celta de Vigo de la Primera División de España a modo de cesión por una temporada y opción de compra, reencontrándose además con su entrenador en Internacional, Eduardo Coudet. Debuta con el equipo gallego en la jornada 3 de liga el 28 de agosto de 2021, sustituyendo a Joseph Aidoo para jugar los minutos finales en una derrota por 0-1 frente al Athletic Club. Ejerciendo en el club vigués como delantero suplente de Santi Mina y Iago Aspas, su primer gol llega el 6 de marzo de 2022 tras 23 partidos jugados cuando partió como titular frente al R. C. D. Mallorca en un encuentro liguero, que acabaría con victoria para los gallegos por 4-3.
Al terminar la temporada, el Celta de Vigo decidió no seguir contando con él, por lo que volvería al S. C. Internacional tras su cesión.

### Fortaleza E. C.
Una vez terminadas sus vacaciones de final de temporada en la Primera División de España, se oficializó el 30 de junio de 2022 su incorporación en calidad de cedido hasta final de año al Fortaleza E. C., jugando la Copa Libertadores. Debuta el 21 de julio de 2022 al entrar como suplente en la primera mitad, por lesión de un compañero, en una derrota por 2-1 frente al Red Bull Bragantino en el Campeonato Brasileiro 2022.
Su primer gol con el club llega el 11 de septiembre de 2022 en la derrota por 2-1 frente al Fluminense en la Serie A. Llega a marcar otros seis goles más en su estadía en el club hasta el término de su cesión en enero de 2023, finalizando su contrato con el S. C. Internacional. Sin embargo no se marcha del Fortaleza E. C. ya que se queda en propiedad en el club, disputando el Campeonato Cearense 2023.

## Estadísticas

### Clubes
Actualizado al último partido disputado el 4 de abril de 2024.
| Club                         | País   | Año       | Partidos | Goles |
| ---------------------------- | ------ | --------- | -------- | ----- |
| Bangu A. C.                  | Brasil | 2010-2013 | 52       | 12    |
| Botafogo (cesión)            | Brasil | 2011      | 13       | 0     |
| Comercial-RP (cesión)        | Brasil | 2012      | 5        | 0     |
| América-RN (cesión)          | Brasil | 2012      | 16       | 1     |
| Remo (cesión)                | Brasil | 2013      | 1        | 0     |
| Boa Esporte                  | Brasil | 2014      | 1        | 0     |
| Cametá S. C.                 | Brasil | 2014      | 0        | 0     |
| Brasiliense F. C.            | Brasil | 2014      | 3        | 0     |
| Madureira E. C.              | Brasil | 2015      | 14       | 5     |
| Coritiba                     | Brasil | 2015-2017 | 29       | 1     |
| Red Bull Brasil (cesión)     | Brasil | 2016      | 13       | 3     |
| A. A. Ponte Preta (cesión)   | Brasil | 2016      | 24       | 2     |
| Albirex Niigata (cesión)     | Japón  | 2017      | 26       | 3     |
| C. R. Vasco da Gama          | Brasil | 2018-2019 | 52       | 9     |
| Ceará S. C.                  | Brasil | 2019      | 34       | 12    |
| S. C. Internacional          | Brasil | 2020-2023 | 82       | 34    |
| R. C. Celta de Vigo (cesión) | España | 2021-2022 | 34       | 2     |
| Fortaleza E. C.              | Brasil | 2022-2025 | 100      | 27    |
| Goiás E. C. (cesión)         | Brasil | 2024      | 26       | 7     |
| Santa Cruz F. C.             | Brasil | 2025-act. |          |       |